# Makary (Niewski)
Makary, imię świeckie Michaił Andriejewicz Niewski (także spotykane wersje: Parwicki, Parwicki-Niewski; ur. 19 września?/1 października 1835, zm. 16 lutego 1926 w Kotielnikach) – rosyjski biskup prawosławny, misjonarz na Ałtaju, święty prawosławny.

## Życiorys
W 1854 ukończył seminarium duchowne w Tobolsku. Jako jeden z najlepszych absolwentów otrzymał możliwość wstąpienia do Akademii Duchownej bez dodatkowych egzaminów, jednak zrezygnował z dalszej nauki, by zostać misjonarzem. W lutym 1855 został zaliczony do składu rosyjskiej misji prawosławnej na Ałtaju. Pracował w szkołach i lecznicach prowadzonych przez misję, razem z misjonarzami-duchownymi wyjeżdżał na spotkania z miejscową ludnością, pełnił obowiązki lektora w czasie nabożeństw. Nauczył się języka ałtajskiego. 16 marca 1861 złożył wieczyste śluby mnisze, przyjmując imię Makary, upamiętniając tym samym twórcę misji ałtajskiej archimandrytę Makarego. Trzy dni później został wyświęcony na hieromnicha i podjął działania na rzecz stworzenia w regionie Ałtaju drugiego monasteru, który miał znajdować się w Dolimie Czołuszmańskiej.
W 1864 Makary (Niewski) udał się do Petersburga, gdzie uczestniczył w przygotowywaniu do druku tekstów nabożeństw w przekładzie na język ałtajski. Praca nad nimi trwała dwa lata. Po ukończeniu prac nad pierwszą częścią tłumaczeń tekstów liturgicznych, hieromnich wrócił do Petersburga i uczestniczył w przygotowaniu i drukowaniu przekładów ałtajskich Nowego Testamentu, Ewangelii czytanych w święto Paschy, w dwanaście wielkich świąt, na jutrzniach i w czasie Wielkiego Tygodnia, godzin kanonicznych, liturgii św. Jana Złotoustego, rytu sakramentu chrztu oraz pouczeń dla przygotowujących się do jego przyjęcia. Hieromnich Makary i jego współpracownik Czebałkow byli autorami większości tekstów. Razem z profesorem uniwersytetu w Kazaniu Nikołajem Ilminskim opracował również gramatykę języka ałtajskiego.
W 1871 otrzymał godność ihumena, zaś od 1875 był pomocnikiem kierownika misji. W 1883 otrzymał godność archimandryty i objął kierownictwo misji ałtajskiej. 12 lutego 1884 przyjął chirotonię na biskupa bijskiego, zachowując dotychczasowe obowiązki. Pełnił je do 1891, gdy został wyznaczony na biskupa tomskiego i siemipałatyńskiego. W 1903 otrzymał godność arcybiskupią. W 1908 jego tytuł uległ zmianie na arcybiskup tomski i ałtajski. Działał w Związku Narodu Rosyjskiego, był honorowym przewodniczącym jego oddziału w Tomsku i współinicjatorem wydawania pisma monarchistyczno-nacjonalistycznego Tomskij wiestnik.
W 1912 został mianowany metropolitą moskiewskim i kołomieńskim, co wiązało się z honorowym zwierzchnictwem nad Ławrą Troicko-Siergijewską oraz ze stałym członkostwem w Świątobliwym Synodzie Rządzącym.
W marcu 1917 został przeniesiony w stan spoczynku przez zjazd duchowieństwa eparchii. Bezskutecznie protestował przeciwko tej decyzji, nakładając przy tym suspensę na wszystkich uczestników eparchialnego zjazdu duchowieństwa oraz na kapłanów służących w moskiewskich parafiach. Miejscem pobytu hierarchy był odtąd monaster św. Mikołaja na Ugrieszy. W 1920 Makary (Niewski) otrzymał od patriarchy moskiewskiego i całej Rusi Tichona honorowy tytuł metropolity ałtajskiego. Przebywając w odosobnieniu, usiłował organizować ruch na rzecz obrony Cerkwi przed prześladowaniami ze strony bolszewików, jak również uwolnienia rodziny carskiej. Z tego powodu na krótko trafił do aresztu Czeka.
Zmarł w 1926 po kilkuletniej chorobie. Został pochowany w pobliżu monasteru, w którym spędził ostatnie lata życia. W 1958, dzięki staraniom patriarchy moskiewskiego i całej Rusi Aleksego I, jego szczątki zostały przeniesiony do Ławry Troicko-Siergijewskiej i tam pochowane.
Prowadził surowy, ascetyczny tryb życia; ze względu na swoje działania na rzecz krzewienia prawosławia na Ałtaju zyskał przydomek Apostoła Ałtaju.
W 2000 kanonizowany.